# ГЕС Перуча
ГЕС Перуча – гідроелектростанція на заході Хорватії, в Далмації. Становить верхню ступінь у каскаді на річці Цетина (впадає у Адріатичне море), знаходячись вище від ГЕС Далє.
В процесі спорудження станції річку перекрили кам’яно-накидною греблею висотою 60 метрів та довжиною 425 метрів. Вона утворили водосховище площею поверхні 13 км2 та об’ємом 565 млн м3, яке відіграє важливу рольу накопиченні стоку та регулюванні діяльності всього каскаду.
Основне обладнання станції первісно становили дві турбіни типу Френсіс загальною потужністю 41,6 МВт. У 2005 та 2007 їх замінили на нові, що довело потужність ГЕС до 61,4 МВт. Останній показник забезпечується при максимальному напорі у 56,5 метрів, тоді як при проектному напорі 47 метрів він становить 49,4 МВт.
На початку 2010-х років виробництво електроенергії на ГЕС Перуча коливалось від 56 до 179 млн кВт-год.
У 1991 році під час сербського заколоту в Хорватії ГЕС була захоплена загонами сербів та замінована. Через певний час на станцію допустили представників миротворчого контингенту ООН. В січні 1993-го хорватські війська розпочали обмежену операцію в Далмації, відому передусім захопленням Масленічкова моста біля Задару. Одночасно далі на південь наносився допоміжний удар в долині Цетини. 28 січня сербські військові повернулись на ГЕС Перуча та здійснили підрив до 30 тон вибухівки, розміщеної у інспекційному тунелі греблі. Остання зазнала серйозних пошкоджень, а її можлива руйнація загрожувала катастрофою для розташованих нижче по течії населених пунктів. Проте три незакриті входи до галереї знизили руйнівну силу вибуху. Крім того, британський офіцер зі складу сил ООН Марк Ніколас Грей зміг завчасно відкрити аварійний злив води, що дещо знизило рівень сховища, який в підсумку виявився на 5 метрів нижче від рівня, де була закладена вибухівка. У той же день хорватські війська захопили греблю, за чим негайно почались роботи з її укріплення. Відновлення тривало кілька років, поки у 1996-му водосховище не було наповнене до проектного рівня.  